# Settimana mondiale dello Spazio
La settimana mondiale dello Spazio (o World Space Week (WSW)) è una ricorrenza internazionale annuale.
Celebrata  dal 4 ottobre al 10 ottobre in varie parti del mondo, in particolare Europa e Asia,  la Settimana Mondiale dello Spazio è ufficialmente definita come "una celebrazione internazionale della scienza e della tecnologia, e il loro contributo al miglioramento della condizione umana".

## Storia
Il 6 dicembre 1999, l'Assemblea Generale delle Nazioni Unite ha dichiarato la Settimana mondiale dello Spazio come una celebrazione annuale di eventi da commemorare tra il 4 e il 10 ottobre.  La scelta delle date si basava sul riconoscimento di due date importanti nella storia dello Spazio: il lancio del primo satellite terrestre creato dall'uomo, Sputnik 1, avvenuto il 4 ottobre 1957 e l'entrata in vigore del Trattato sullo spazio extra-atmosferico,  il 10 ottobre 1967.

## Evento mondiale
La World Space Week è il più grande evento spaziale annuale al mondo. Nel 2017, la settimana mondiale dello spazio è stata celebrata con oltre 3.700 eventi in 80 paesi.  Gli eventi includevano attività scolastiche, mostre, eventi governativi e attività speciali nella planetaria di tutto il mondo.

## Temi
Ogni anno, un tema per la Settimana mondiale dello spazio è stabilito dal Consiglio di amministrazione della World Space Week Association.
In merito al tema "Esplorare nuovi mondi nello spazio", molti eventi della World Space Week 2017 si sono concentrati sui piani per l'esplorazione umana dello spazio e le scoperte di pianeti simili alla Terra nei sistemi solari vicini.
Nel 2018, il tema della settimana spaziale mondiale sarà "Space Unites the World".  Questo in parte riconosce lo storico incontro UNISPACE + 50 che si terrà a Vienna sempre in questa data.